# دزینتار لاتسیس
دزینتار لاتسیس (انگلیسی: Dzintars Lācis؛ ۱۸ مه ۱۹۴۰ – ۱۷ نوامبر ۱۹۹۲) دوچرخه‌سوار اهل لتونی بود.
وی در مسابقات کشوری و بین‌المللی در مجموع برندهٔ ۱ مدال طلا شده‌است.